# Мій дядько Жюль
«Мій дя́дько Жюль» (фр. Mon oncle Jules) — новела французького письменника Гі де Мопассана, видана в 1883 році. Сюжет твору розповідає про лицемірне ставлення бідної родини до свого родича: корисливість в сподіванні на його багатство і ницу зраду в скрутний час.

## Історія
Новела «Мій дядько Жюль» вперше була надрукована 7 серпня 1883 року в газеті «Le Gaulois». Автор присвятив її французькому художнику-пейзажисту Ашилеві Бенувалю. Пізніше Гі де Мопассан включив її до складу збірки «Міс Гаррієт». Перший український переклад цього твору належить перу Євгенії Рудинської, він побачив світ у восьмитомному зібранні творів Гі де Мопассана, виданому видавництвом «Дніпро».

## Сюжет
Друг оповідача Жозеф Давранш пояснює, чому він завжди подає милостиню. Його дитинство було важким, сім'я Давраншів мала трьох дітей і ледь зводила кінці з кінцями. Щонеділі вони гуляли в порту Гавра в очікуванні дядька Жюля. Це був батьків брат, який проциндрив свою частку спадщини і виїхав до Америки. По деякім часі він сповістив, що справи його йдуть добре і що незабаром він приїде на батьківщину. Відтоді родина тільки й чекала на багатого родича, щоби за його рахунок залагодити свої справи. Одного разу під час морської прогулянки Давранші впізнали в старигані, що продавав устриці, того самого дядька Жюля. Розповідь капітана не залишала сумнівів: їхній родич давно повернувся до Франції, але боявся показатися їм на очі з сорому й животів на кораблі. Давранші ухилились від визнання родича й більше ніколи з ним не бачились.

## Аналіз твору
В новелі «Мій дядько Жюль» Гі де Мопассан звертається до улюбленої ним теми психології, викриття моральних вад людини, таких як лицемірство, жадібність, егоїзм. Оцінка старшими Давраншами дядька Жюля коливається в прямій залежності від того, як відбиваються його вчинки на їхньому добробуті. Про молодість дядька у родині «говорити не прийнято», оскільки в цей період Жюль Давранш розтринькав гроші, тобто ввів родину в скруту. Його втеча на інший край світу сприймається Давраншами як полегшення. Але щойно з листа вони дізнаються про покращення фінансового становища родича, як тут же забувають власні образи і покладають на нього усю надію. Показово, що ці сподівання тривають без жодного підкріплення багато років. Родина щонеділі виконує один і той же «ритуал» зустрічі дядька в порту, хоча не отримує за цей час від нього жодної звістки. Навіть наречений для дочки Давраншів знайшовся з огляду на обіцянки, які йому дали, посилаючись на очікувану спадщину дядька. Коли ж виявляється дійсний стан Жюля, Давранші не тільки не бажають надати йому допомогу, а й цураються навіть поверхового контакту.
Новела містить явні алюзії на біблійну притчу про блудного сина. В ній головний герой також розтринькав батьківську спадщину й подався в чужі краї, де його спіткали страшні злидні. Відкинутий усіма, голодний і нужденний він повертається додому, де батько радо приймає втікача з відкритими обіймами. Хоча інший син заперечує проти прощення винуватого, але батько дає зрозуміти, що любов вища за юридичну справедливість. У схожості сюжету притчі й новели Гі де Мопассан наче зашифрував правильне розв'язання складної життєвої ситуації: Давраншам необхідно вибачити нездалого дядька і допомогти йому повернутися до нормального життя. Цю життєву стратегію втілює у собі Давранш-молодший, який знаходиться в опозиції по відношенню до своїх батьків (він дає дядькові Жюлю «на чай»). Втім на той час оповідач був ще зовсім юний, тому не зміг нічим завадити. Від того часу він спокутує свою вину, даючи щедру милостиню кожному жебракові.